# Hrastje (gmina Šentjernej)
Hrastje – wieś w Słowenii, w gminie Šentjernej. W 2018 roku liczyła 116 mieszkańców.